# Вайтрівер
Вайтрівер (англ. Whiteriver) — переписна місцевість (CDP) в США, в окрузі Навахо штату Аризона. Населення — 4520 осіб (2020).

## Географія
Вайтрівер розташований за координатами 33°50′23″ пн. ш. 109°57′39″ зх. д. / 33.83972° пн. ш. 109.96083° зх. д. (33.839760, -109.960770).  За даними Бюро перепису населення США в 2010 році переписна місцевість мала площу 40,88 км², з яких 40,59 км² — суходіл та 0,29 км² — водойми.

### Клімат
| Клімат : Вайтрівер      | Клімат : Вайтрівер | Клімат : Вайтрівер | Клімат : Вайтрівер | Клімат : Вайтрівер | Клімат : Вайтрівер | Клімат : Вайтрівер | Клімат : Вайтрівер | Клімат : Вайтрівер | Клімат : Вайтрівер | Клімат : Вайтрівер | Клімат : Вайтрівер | Клімат : Вайтрівер | Клімат : Вайтрівер |
| Показник                | Січ.               | Лют.               | Бер.               | Квіт.              | Трав.              | Черв.              | Лип.               | Серп.              | Вер.               | Жовт.              | Лист.              | Груд.              | Рік                |
| Абсолютний максимум, °C | 23,9               | 25,6               | 30,0               | 36,7               | 37,8               | 40,0               | 41,1               | 38,9               | 37,8               | 33,9               | 32,8               | 26,1               | 41,1               |
| Середній максимум, °C   | 12,9               | 14,6               | 16,8               | 20,9               | 25,5               | 30,9               | 32,1               | 30,6               | 28,8               | 23,5               | 17,4               | 13,2               | 22,3               |
| Середній мінімум, °C    | −4,1               | −2,7               | −0,6               | 0,6                | 4,1                | 8,9                | 12,8               | 12,5               | 9,6                | 3,8                | −1,5               | −4,2               | 3,3                |
| Абсолютний мінімум, °C  | −25                | −21,1              | −15                | −10                | −7,8               | −1,1               | 5,0                | 1,1                | −3,9               | −8,3               | −21,7              | −24,4              | −25                |
| Норма опадів, мм        | 46                 | 40                 | 55                 | 21                 | 16                 | 15                 | 62                 | 92                 | 44                 | 46                 | 38                 | 37                 | 512                |
| Днів з опадами          | 6,2                | 5,6                | 6,7                | 3,8                | 3,7                | 3,0                | 9,4                | 11,4               | 5,5                | 4,6                | 3,9                | 4,4                | 68,2               |
| Днів зі снігом          | 1,4                | 1,4                | 1,6                | 0,8                | 0,1                | 0,0                | 0,0                | 0,0                | 0,0                | 0,0                | 0,4                | 0,7                | 6,4                |
| ----------------------- | ------------------ | ------------------ | ------------------ | ------------------ | ------------------ | ------------------ | ------------------ | ------------------ | ------------------ | ------------------ | ------------------ | ------------------ | ------------------ |
| Джерело: NOAA           |                    |                    |                    |                    |                    |                    |                    |                    |                    |                    |                    |                    |                    |

## Демографія
Згідно з переписом 2010 року, у переписній місцевості мешкали 4104 особи в 1007 домогосподарствах у складі 819 родин. Густота населення становила 100 осіб/км².  Було 1072 помешкання (26/км²).
Расовий склад населення:
| - 96,8 % — корінних американців - 1,0 % — білих - 0,7 % — азіатів |

До двох чи більше рас належало 1,4 %. Частка іспаномовних становила 1,8 % від усіх жителів.
За віковим діапазоном населення розподілялося таким чином: 39,0 % — особи молодші 18 років, 55,8 % — особи у віці 18—64 років, 5,2 % — особи у віці 65 років та старші. Медіана віку мешканця становила 23,5 року. На 100 осіб жіночої статі у переписній місцевості припадало 90,6 чоловіків;  на 100 жінок у віці від 18 років та старших — 89,1 чоловіків також старших 18 років.
Середній дохід на одне домашнє господарство  становив 28 701 долар США (медіана — 23 571), а середній дохід на одну сім'ю — 31 010 доларів (медіана — 25 000). Медіана доходів становила 26 172 долари для чоловіків та 24 531 долар для жінок. За межею бідності перебувало 50,4 % осіб, у тому числі 60,1 % дітей у віці до 18 років та 27,0 % осіб у віці 65 років та старших.
Цивільне працевлаштоване населення становило 904 особи. Основні галузі зайнятості: освіта, охорона здоров'я та соціальна допомога — 34,8 %, мистецтво, розваги та відпочинок — 22,8 %, публічна адміністрація — 13,6 %, роздрібна торгівля — 7,0 %.